# هوکایدو ایر سیستم
هوکایدو ایر سیستم (به انگلیسی: Hokkaido Air System) یک شرکت هواپیمایی با کد یاتا 6L,JD است که در تاریخ ۳۰ سپتامبر ۱۹۹۷ میلادی تأسیس شده است. دفتر مرکزی هوکایدو ایر سیستم در ساپورو، ژاپن واقع شده‌است و قطب این شرکت هواپیمایی در فرودگاه اوکاداما قرار دارد و به ۶ مقصد، پرواز انجام می‌دهد.